# Kabine
Der Begriff Kabine (wie französisch cabine von altfranzösisch cabane ‚Hütte‘) bezeichnet einen umschlossenen Raum zum (vorübergehenden) Aufenthalt von Personen.
Die Verwendung ist unsystematisch, spezielle Kabinen gibt es
- in Verkehrsmitteln
  - Unterkunftsraum für Passagiere im Flugzeug oder Raumschiff, siehe Druckkabine
  - Räume in Schiffen (Kajüte) oder Verkehrsluftschiffen
  - sogenannte Kabinenroller aus den 1950er Jahren
  - bei PKW spricht man auch von Fahrgastzelle, bei LKW vom Fahrerhaus. Eine spezielle Form ist die Sicherheitsfahrgastzelle.
  - bei Eisenbahnen wird der Begriff Abteil verwendet
- als Transportgehäuse
  - in Aufzugsanlagen
  - in Seilbahnen
  - in Gondelbahnen, in Peoplemovern und in Kabinentaxis
- als zweckgebundene kleine Räume wie
  - Duschkabine
  - Toilette
  - Telefonzelle
  - Umkleidekabine
  - Wahlkabine